# Élections cantonales françaises de 1913
Des élections cantonales ont été organisées en France les 3 et 10 août 1913.

## Tableau récapitulatif des résultats pour les Conseils Généraux
| Partis politiques ou coalitions | Partis politiques ou coalitions  | Sortants | Premier tour | Second tour | Total | Total |
| Partis politiques ou coalitions | Partis politiques ou coalitions  | Sortants | Sièges       | Sièges      | Total | Total |
| ------------------------------- | -------------------------------- | -------- | ------------ | ----------- | ----- | ----- |
|                                 | SFIO                             | 47       | 44           | 16          | 60    | 13    |
|                                 | Parti républicain-socialiste     | 29       | 29           | 5           | 34    | 3     |
|                                 | Radicaux et radicaux-socialistes | 619      | 602          | 68          | 670   | 49    |
|                                 | Républicains de gauche           | 333      | 326          | 19          | 345   | 12    |
|                                 | Progressistes de gauche          | 90       | 71           | 3           | 74    | 16    |
|                                 | Progressistes de droite          | 76       | 65           | 2           | 67    | 9     |
|                                 | Conservateurs - Action libérale  | 253      | 191          | 10          | 201   | 52    |
|                                 |                                  |          |              |             |       |       |
| Total                           | Total                            | 1 451    | 1 327        | 124         | 1 451 |       |

### Sources et bibliographie
- L'Ouest-Éclair - Le Temps - Le Radical